# Bahnhof Malsfeld
Der Bahnhof Malsfeld war ein Kreuzungs- und Turmbahnhof und ist heute noch ein Haltepunkt an der Bahnstrecke Bebra–Baunatal-Guntershausen.

## Geschichte
Als die Friedrich-Wilhelms-Nordbahn am 29. August 1848 zwischen Kassel und Bebra eröffnet wurde, blieb Malsfeld noch ohne Halt. Der Bahnhof wurde erst errichtet, als hier die Kreuzung mit der Kanonenbahn entstand. Am 15. Mai 1879 wurde der Bahnhof gemeinsam mit dem Abschnitt Niederhone–Treysa der Kanonenbahn eröffnet. Verbunden wurden die beiden Strecken über zwei Kurven, die von der Strecke Bebra–Kassel aus nördlicher und südlicher Richtung kommend nach Westen abzweigten und in die Kanonenbahn einmündeten. Der Bahnhof selbst wurde als Turmbahnhof angelegt, wobei die Strecke Bebra–Kassel in der unteren, die Kanonenbahn in der oberen Ebene lag.
1910/1911 wurden die Anlagen ertüchtigt: Der untere Bahnsteig erhielt eine Unterführung zum Bahnhofsvorplatz, zum oberen Bahnsteig wurde die Treppe neu angelegt und ein Gepäckaufzug eingerichtet.
Der von Malsfeld ausgehend östliche Streckenast der Kanonenbahn, der zuletzt noch bis Spangenberg in Betrieb war, wurde 1986, der westliche, bis Oberbeisheim, 1988 stillgelegt. Die Bahnhofsanlagen an der Strecke Bebra–Kassel wurden zu einem Haltepunkt zurückgebaut.

## Gebäude
Das Empfangsgebäude wurde 1879 fertiggestellt. Es liegt südlich der ehemaligen Trasse der Kanonenbahn und westlich der Gleise der Bahnstrecke Bebra–Kassel. Es ist ein Typenbau (Fachwerk) gefüllt mit Mauerziegeln. Das Gebäude ist ein Kulturdenkmal aufgrund des Hessischen Denkmalschutzgesetzes. Heute befindet es sich in privater Hand und wird als Wohnhaus genutzt.
Weiter gab es einen dreiständigen Lokomotivschuppen, der 1975 abgebrannt ist, und ein Turmstellwerk.

## Bedienung
Im Fahrplanjahr 2023 wird Malsfeld durch die Linie RB5 der Cantus Verkehrsgesellschaft stündlich bedient. In der Hauptverkehrszeit werden zusätzliche Fahrten angeboten.
| Linie | Verlauf | Takt   |
| ----- | --- | ------ |
| RB5   | Kassel Hbf – Kassel-Wilhelmshöhe – Guxhagen – Melsungen – Malsfeld – Malsfeld-Beiseförth – Altmorschen – Heinebach – Rotenburg an der Fulda – Lispenhausen – Bebra – Ludwigsau-Friedlos – Bad Hersfeld – Haunetal-Neukirchen – Burghaun – Hünfeld – Fulda Stand: Fahrplanwechsel Dezember 2021 | 60 min |

Der Bahnhof wird außerdem ungefähr stündlich von Bussen nach Melsungen, Homberg und Schwalmstadt bedient.